# Winspit

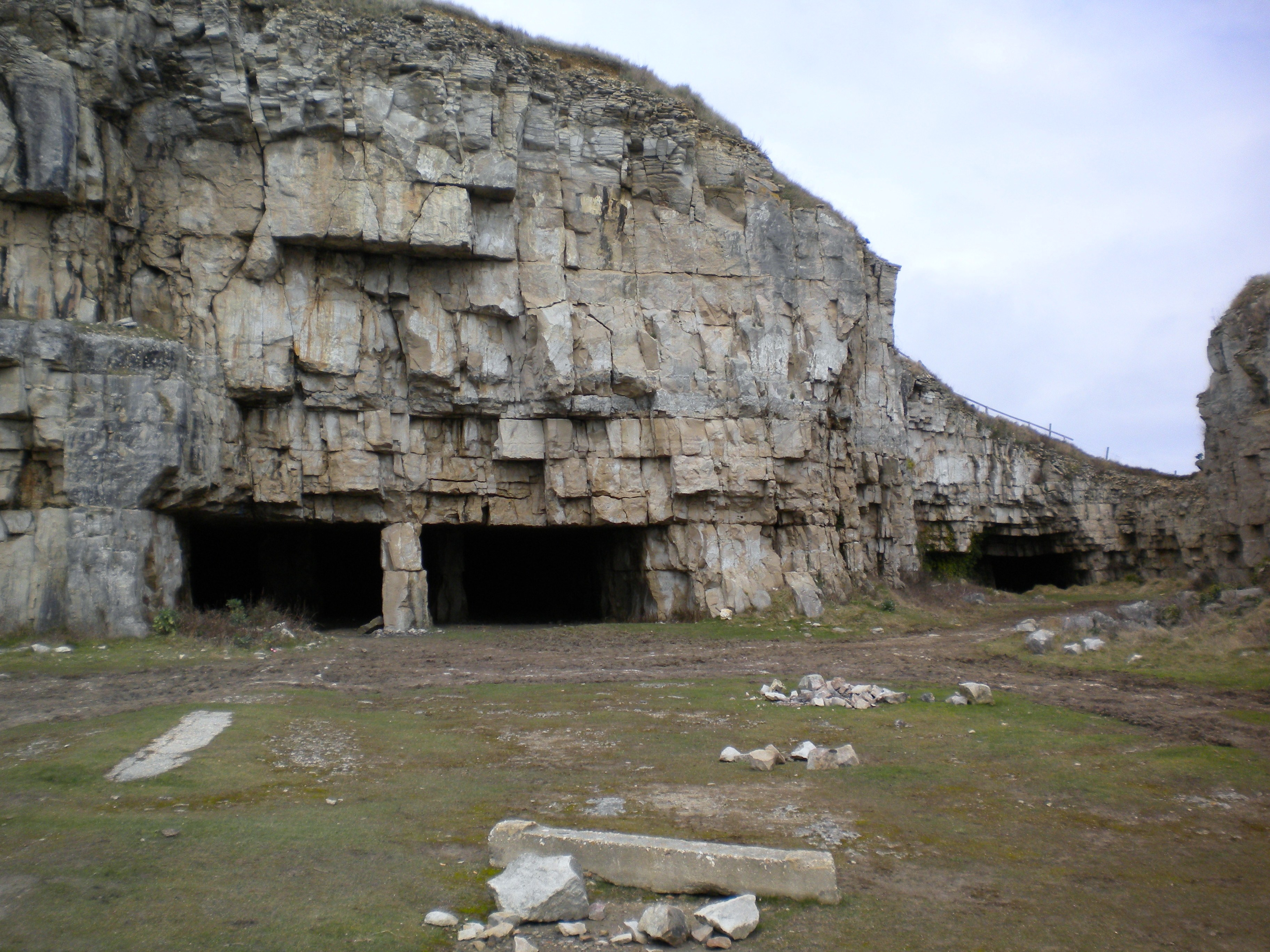
Aufgelassener Steinbruch „Winspit“

Winspit ist ein alter Kalk-Steinbruch in der Nähe von Worth Matravers auf der Isle of Purbeck in der Grafschaft Dorset an der Südküste von England. In diesem Steinbruch wird kein Gestein mehr abgebaut.
Winspit liegt direkt südlich von Worth Matravers am Ärmelkanal, etwas nordöstlich von St Alban’s Head (St Aldhelms Head) und etwa 6 Kilometer südwestlich von Swanage entfernt.
Von Orcombe Point bei Exmouth in Westen bis zur Isle of Purbeck im Osten erstreckt sich ein Küstenstreifen, der als erste Naturlandschaft in England von der UNESCO zum Weltnaturerbe erklärt wurde. Winspit ist Teil dieser Jurassic Coast, es zählt zu den Naturwundern dieser Welt und ist bekannt für seine Fossilien.
Bis etwa 1940 diente Winspit als Steinbruch für die Herstellung von Purbeck-Stein für größere Gebäude in London. Während des Zweiten Weltkriegs war der Ort Radar-Standort für die See- und Luftverteidigung. Nach dem Krieg wurde der unterirdische Steinbruch der Öffentlichkeit zugänglich gemacht.